# Sutiã com aro

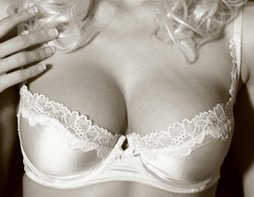
Sutiã de meia-taça com aro.

Sutiã com aro (ou sutiã com arco) é um sutiã que utiliza uma tira fina e semicircular de material rígido instalado no interior do tecido do sutiã. O aro pode ser feito de metal, plástico ou resina. É costurado no tecido do sutiã e debaixo de cada taça, do pedaço de pano central para debaixo da axila da portadora. O aro ajuda a levantar, separar, formar, e apoiar as mamas de uma mulher. Diversos modelos de sutiã incorporam um aro, incluindo sutiãs sem taça, sutiãs de meia-taça, sutiãs de aleitamento materno e sutiãs construídos em outros artigos de vestuário, como tops, vestidos e roupas de banho.
O conceito de um aro pode ser rastreado para uma patente de 1893 que descreve um dispositivo de suporte de mama usando uma placa rígida sob as mamas para a estabilidade. O sutiã com aro moderno foi projetado na década de 1930, e ganhou popularidade generalizada pela década de 1950. A partir de 2005, sutiãs com aro foram o maior segmento e o segmento de crescimento mais rápido do mercado de sutiãs. Um sutiã sem aro é um sutiã de taças macias.
Sutiãs com aro estão ocasionalmente ligados às condições de saúde, incluindo dor no peito, mastite e alergias ao metal. Mulheres vestindo um sutiã com aro em alguns casos raros foram submetidas ao escrutínio extra quando seus sutiãs ligaram detectores de metais nos postos de segurança em aeroportos ou prisões. Houve alguns incidentes registrados onde o aro desviou uma bala ou outra arma que atingiu o peito da mulher. 
Gosto